# Премијер лига Северне Ирске у фудбалу
Премијер лига Северне Ирске је највише фудбалско такмичење у Северној Ирској. Прва лига на овој територији је настала још 1890. године, а у садашњем формату постоји од 2008. Лигом управља Фудбалски савез Велса.

## Учинак по сезонама
| - 1890/91: Линфилд - 1891/92: Линфилд - 1892/93: Линфилд - 1893/94: Гленторан - 1894/95: Линфилд - 1895/96: Дистилери - 1896/97: Гленторан - 1897/98: Линфилд - 1898/99: Дистилери - 1899/00: Белфаст Селтик - 1900/01: Дистилери - 1901/02: Линфилд - 1902/03: Дистилери - 1903/04: Линфилд - 1904/05: Гленторан - 1905/06: Дистилери - Клифтонвил - 1906/07: Линфилд - 1907/08: Линфилд - 1908/09: Линфилд - 1909/10: Клифтонвил - 1910/11: Линфилд - 1911/12: Гленторан - 1912/13: Гленторан - 1913/14: Линфилд - 1914/15: Белфаст Селтик - 1915-19: Није играно - 1919/20: Белфаст Селтик - 1920/21: Гленторан - 1921/22: Линфилд - 1922/23: Линфилд | - 1923/24: Квинс Ајланд - 1924/25: Гленторан - 1925/26: Белфаст Селтик - 1926/27: Белфаст Селтик - 1927/28: Белфаст Селтик - 1928/29: Белфаст Селтик - 1929/30: Линфилд - 1930/31: Гленторан - 1931/32: Линфилд - 1932/33: Белфаст Селтик - 1933/34: Линфилд - 1934/35: Линфилд - 1935/36: Белфаст Селтик - 1936/37: Белфаст Селтик - 1937/38: Белфаст Селтик - 1938/39: Белфаст Селтик - 1939/40: Белфаст Селтик - 1940-47: Није играно - 1947/48: Белфаст Селтик - 1948/49: Линфилд - 1949/50: Линфилд - 1950/51: Гленторан - 1951/52: Гленавон - 1952/53: Гленторан - 1953/54: Линфилд - 1954/55: Линфилд - 1955/56: Линфилд - 1956/57: Гленавон - 1957/58: Ардс - 1958/59: Линфилд - 1959/60: Гленавон | - 1960/61: Линфилд - 1961/62: Линфилд - 1962/63: Дистилери - 1963/64: Гленторан - 1964/65: Дери сити - 1965/66: Линфилд - 1966/67: Гленторан - 1967/68: Гленторан - 1968/69: Линфилд - 1969/70: Гленторан - 1970/71: Линфилд - 1971/72: Гленторан - 1972/73: Крусејдерс - 1973/74: Колрајн - 1974/75: Линфилд - 1975/76: Крусејдерс - 1976/77: Гленторан - 1977/78: Линфилд - 1978/79: Линфилд - 1979/80: Линфилд - 1980/81: Гленторан - 1981/82: Линфилд - 1982/83: Линфилд - 1983/84: Линфилд - 1984/85: Линфилд - 1985/86: Линфилд - 1986/87: Линфилд - 1987/88: Гленторан - 1988/89: Линфилд - 1989/90: Портадаун - 1990/91: Портадаун | - 1991/92: Гленторан - 1992/93: Линфилд - 1993/94: Линфилд - 1994/95: Крусејдерс - 1995/96: Портадаун - 1996/97: Крусејдерс - 1997/98: Клифтонвил - 1998/99: Гленторан - 1999/00: Линфилд - 2000/01: Линфилд - 2001/02: Портадаун - 2002/03: Гленторан - 2003/04: Линфилд - 2004/05: Гленторан - 2005/06: Линфилд - 2006/07: Линфилд - 2007/08: Линфилд - 2008/09: Гленторан - 2009/10: Линфилд - 2010/11: Линфилд - 2011/12: Линфилд - 2012/13: Клифтонвил - 2013/14: Клифтонвил - 2014/15: Крусејдерс - 2015/16: Крусејдерс - 2016/17: Линфилд - 2017/18: Крусејдерс - 2018/19: Линфилд - 2019/20: Линфилд - 2020/21: Линфилд - 2021/22: Линфилд |

## Успешност клубова
| Клуб           | Број титула |
| -------------- | ----------- |
| Линфилд        | 56          |
| Гленторан      | 23          |
| Белфаст Селтик | 14          |
| Крусејдерс     | 6           |
| Дистилери      | 6           |
| Клифтонвил     | 5           |
| Портадаун      | 4           |
| Гленавон       | 3           |
| Колрајн        | 1           |
| Дери сити      | 1           |
| Квинс Ајланд   | 1           |
| Ардс           | 1           |

## УЕФА ранг листа
Стање на дан 28. мај 2015.
- 45  Премијер лига Малте
- 46  Лихтенштајн
- 47  Премијер лига Северне Ирске
- 48  Премијер лига Велса
- 49  Премијер лига Јерменије
- Цела листа Архивирано на веб-сајту  (16. март 2021)